# Michael Hawkins
Steven Michael Hawkins (Canton, Ohio; 28  de octubre de 1972) es un exjugador de baloncesto estadounidense. Con 1.83 metros de estatura, jugaba en la posición de base. 

## Trayectoria
Universidad de Xavier (1991-1995) 
 Rockford Lightning (1995–1997)
 Boston Celtics (1997)
 Olympiacos (1997–1998)
 Rockford Lightning (1998–1999)
Sacramento Kings (1999)
 Charlotte Hornets (1999–2000)
 Cleveland Cavaliers (2000–2001)
 Sioux Falls Skyforce
 FC Barcelona (2001)
 Śląsk Wrocław (2001–2002)
 Real Madrid (2002)
 Basketball Club Oostende (2002–2003)
 Unión Baloncesto La Palma (2003–2004)
Al Jalaa Aleppo (2005–2006)

## Internacionalidades
Internacional con Estados Unidos. Participó en Mundial de Baloncesto 1998, consiguiendo la medalla de bronce. Los jugadores profesionales de la NBA no participaron en este mundial, debido a problemas laborales en su liga, y los norteamericanos seleccionaron jugadores profesionales que jugaban por entonces en Europa, CBA y NCAA.

## Palmarés
- 1999 Campeonato Panamericano. Selección de Estados Unidos. Winnipeg. Medalla de Plata.
- 2000-01 ACB. F.C. Barcelona.
- 2000-01 Copa del Rey. F.C. Barcelona.
- 2001-02 Liga de Polonia. Slask Wroclaw.
- Mundial de Grecia 1998. Estados Unidos. Medalla de Bronce.